# Harapan (Sungai Apit)
Harapan is een bestuurslaag in het regentschap Siak van de provincie Riau, Indonesië. Harapan telt 1112 inwoners (volkstelling 2010).